# Георги Герджиков (филолог)
Георги Герджиков е български филолог, университетски преподавател в Софийския университет.

## Биография
Роден е на 20 ноември 1940 г. в Ардино. През 1965 г. завършва българска филология в Софийския университет. Работи като учител в Кърджали, а след това е преподавател по български език в Института за чуждестранни студенти. От 1974 г. е асистент в Катедрата по български език при Факултета по славянски филологии на Софийския университет. Води семинарни занятия по старобългарски език и историческа граматика. От октомври 1985 г. е доцент по съвременен български език в Катедрата по български език. Чете лекционни курсове по съвременен български език на студенти от руска филология, морфология на съвременния български език – на българска филология; води спецкурсове и чете курс по теория на морфологичните опозиции в магистърската програма лингвистика.
Автор е на редица научни публикации, сред тях са:
- „За спорните въпроси на българската темпорална система“ (1974)
- „Характерът на морфологическите опозиции и организацията на многочленните системи“ (1974)
- "Една специфична глаголна категория в съвременния български език (Категорията „ангажираност на говорещия с изказването на действието“)" (1977)
- „Хронологията на преизказването на глаголното действие в българския език“ (1983)
- „Тенденцията към аналитизъм – определение, метод на изследване, причини, следствия“ (1983)
- „Преизказването на глаголното действие в българския език“ (1984)
- „Развоят на индоевропейските езици към аналитизъм и някои всеобщи типологически зависимости“ (1990).[1]

Автор е на множество статии в списанията „Съпоставително езикознание“, „Български език“ и „Български език и литература“.
Умира на 1 август 2002 г. в София и е погребан в Централните софийски гробища.
Негов син е класическият филолог и ректор на Софийския университет професор Анастас Герджиков.